# Pseudoneureclipsis aculeata
Pseudoneureclipsis aculeata är en nattsländeart som beskrevs av Statzner 1976. Pseudoneureclipsis aculeata ingår i släktet Pseudoneureclipsis och familjen fångstnätnattsländor. Inga underarter finns listade i Catalogue of Life.